# Мальтитол
Мальтитол (мальтит) — натуральний цукрозамінник, що одержується з крохмалю. Мальтит — низькокалорійна добавка, що відносно менше, ніж цукор, впливає на рівень глюкози в крові й тому застосовується діабетиками.
Мальтит використовують при виробництві драже, а також в морозиві, цукерках та інших кондитерських виробах. Мальтит загалом безпечний для здоров'я, проте може викликати діарею. У багатьох західноєвропейських країнах на упаковках продуктів із вмістом мальтиту є попередження про можливі проблеми зі шлунком. Мальтит дозволений до застосування у всіх країнах світу.
Позначення мальтиту на харчових продуктах — Е 965.

## Отримання
Мальтитол отримують шляхом гідрогенізації мальтози, виділеної з крохмалю.

## Використання
Завдяки високій солодкості мальтиту він зазвичай використовується без додавання інших підсолоджувачів у виробництві солодощів без цукру, таких як цукерки, жуйка, шоколад, тістечка та морозиво. У фармацевтичній промисловості використовується як низькокалорійна солодка допоміжна речовина, зокрема у виробництві „сиропів“ — мальтитний сироп (англ. Maltitol syrup) — гідролізат крохмалю. Перевагою мальтитолу перед сахарозою є його менша схильність до кристалізації.

## Хімічні властивості
Як і сорбіт і ксиліт, мальтит не піддається реакції Маяра. Піддається карамелізації. Кристалічна форма мальтитолу легко розчиняється в теплій воді.

## Біологічні властивості

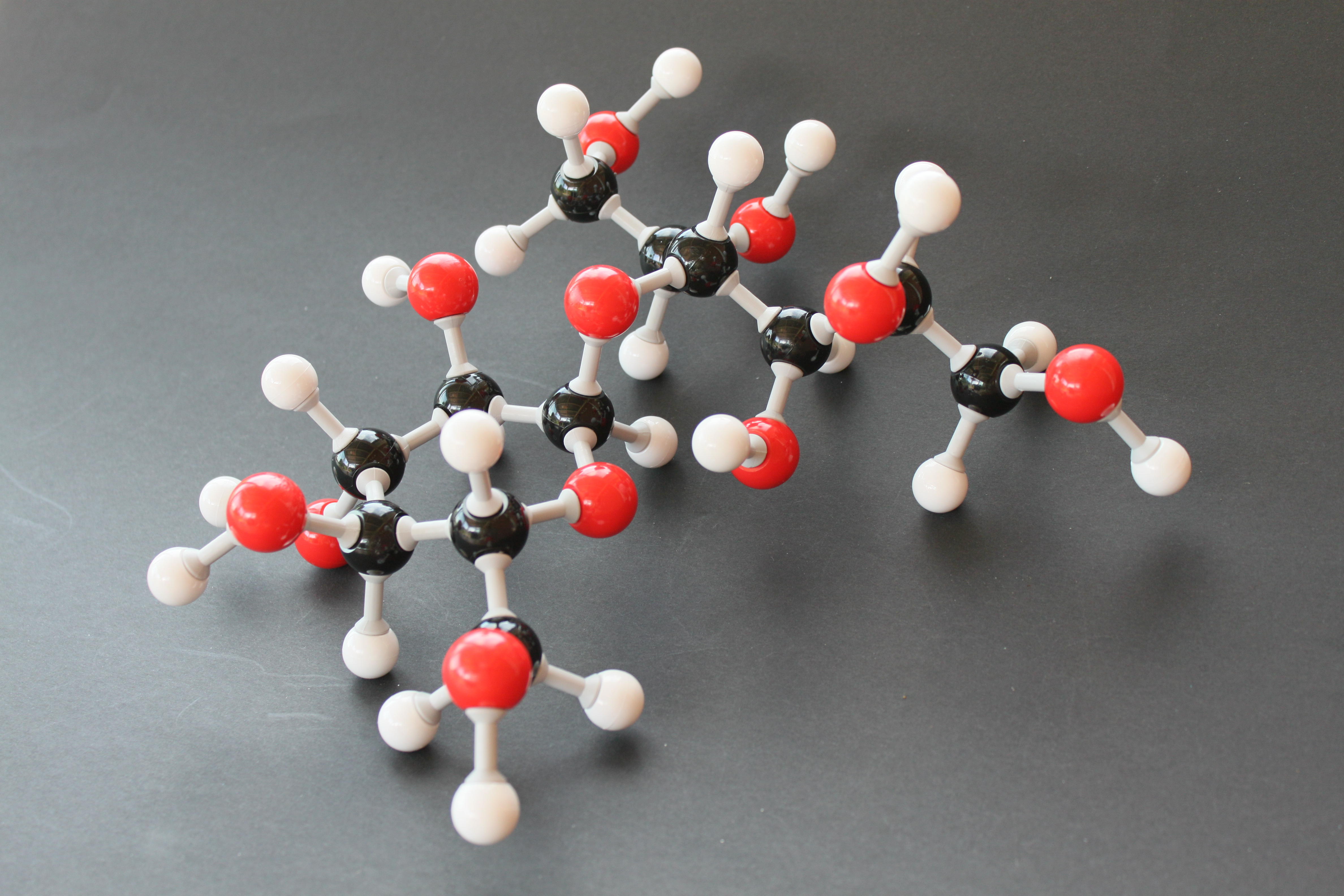
Мальтит. модель молекули

Він не метаболізується бактеріями ротової порожнини, тому не викликає карієсу. У великих дозах має послаблюючу дію на кишку.